# Glasbächle, Krebsbächle und Farlickwiesen
Das Naturschutzgebiet Glasbächle, Krebsbächle und Farlickwiesen liegt auf dem Gebiet der Gemeinde Malsch im Landkreis Karlsruhe in Baden-Württemberg.
Das Gebiet erstreckt sich östlich des Kernortes von Malsch und nordwestlich von Völkersbach, einem Ortsteil der Gemeinde Malsch. Östlich des Gebietes verläuft die Landesstraße L 613, südöstlich die Kreisstraße K 3551 und westlich die L 608. Nordwestlich verlaufen die L 607, die A 5 und die B 3.

## Bedeutung
Das 49,8 ha große Gebiet steht seit dem 25. Juli 1988 unter der Kenn-Nummer 2.112 unter Naturschutz. Es handelt sich um „zwei Gebirgsbäche mit natürlicher Morphologie und Dynamik, natürliche Quellbereiche, Naß- und Feuchtwiesen, extensive Mähwiesen und landschaftsprägende Streuobstwiesen.“